# ACID Pro
Sony ACID Pro è un software  DAW professionale. In origine era prodotto da Sonic Foundry con il nome di ACID pH1. Al momento del primo rilascio, nel 1998, ACID era l'unico software musicale per la creazione automatica di musica basata su loop: un loop messo su una traccia audio si adattava automaticamente al tempo e alla tonalità prescelte, senza quasi nessun degrado audio.
Questa caratteristica rese ACID molto popolare tra compositori e DJ, mettendoli in grado di creare rapidamente basi ritmiche, sottofondi musicali e anche orchestrazioni complesse, arrangiandole facilmente per ogni tempo e tonalità. ACID utilizza dei particolari file audio per questo, file wave detti ACIDificati (ACIDized), che possono essere preparati da un editor come Soundforge della stessa Sony. Anche FL Studio della Image-Line permette di salvare progetti o sezioni in forma riconoscibile da ACID.
L'adattamento automatico dei loop è una caratteristica che è stata integrata nel tempo anche nei software prodotti da altre case. In linea di massima i loop sono compatibili con ogni prodotto.
ACID Pro inoltre permette la registrazione e la composizione con file audio tradizionali, e a partire dalla versione 6 è anche un completo sequencer MIDI. Integra il supporto per effetti DirectX, ASIO e VST. Una routine chiamata Beatmapper permette di determinare in modo semiautomatico le informazioni di tempo da file wave già esistenti.
Come gran parte dei pacchetti software sofisticati, ACID non è un programma singolo ma una famiglia di prodotti con caratteristiche di prestazioni e funzionalità differenti. Dopo l'acquisizione di ACID, Sony ha continuato il supporto di ACIDplanet, un sito web rivolto agli utilizzatori del programma, nonché agli appassionati di musica. ACIDplanet descrive se stesso come "il sito di riferimento per musica, video e artisti unici".

## Altre versioni
- ACID Xpress è una versione gratuita di ACID Pro, limitata 10 tracce, senza l'importazione di file MIDI e con limiti sui formati di esportazione[3].
- ACID Music Studio è una versione non professionale di ACID Pro, limitata in alcune funzionalità[4].